# M/S Skärgården
M/S Skärgården byggdes 1978 på Marinteknik i Öregrund. Den är ett systerfartyg till M/S Roslagen och används i sommartrafik.
Efter en inspektion av fartygsinspektionen 1996 konstaterades att konstruktionen inte var tillräckligt stabil och maxfarten begränsades till 12 knop. Under 1997 byggdes hon om på Oskarshamns Varv och försågs med stabiliserande sponsoner (en breddning i vattenlinjen för bättre stabilitet). Hon omklassades också till max 297 passagerare mot tidigare 400.

## Bilder

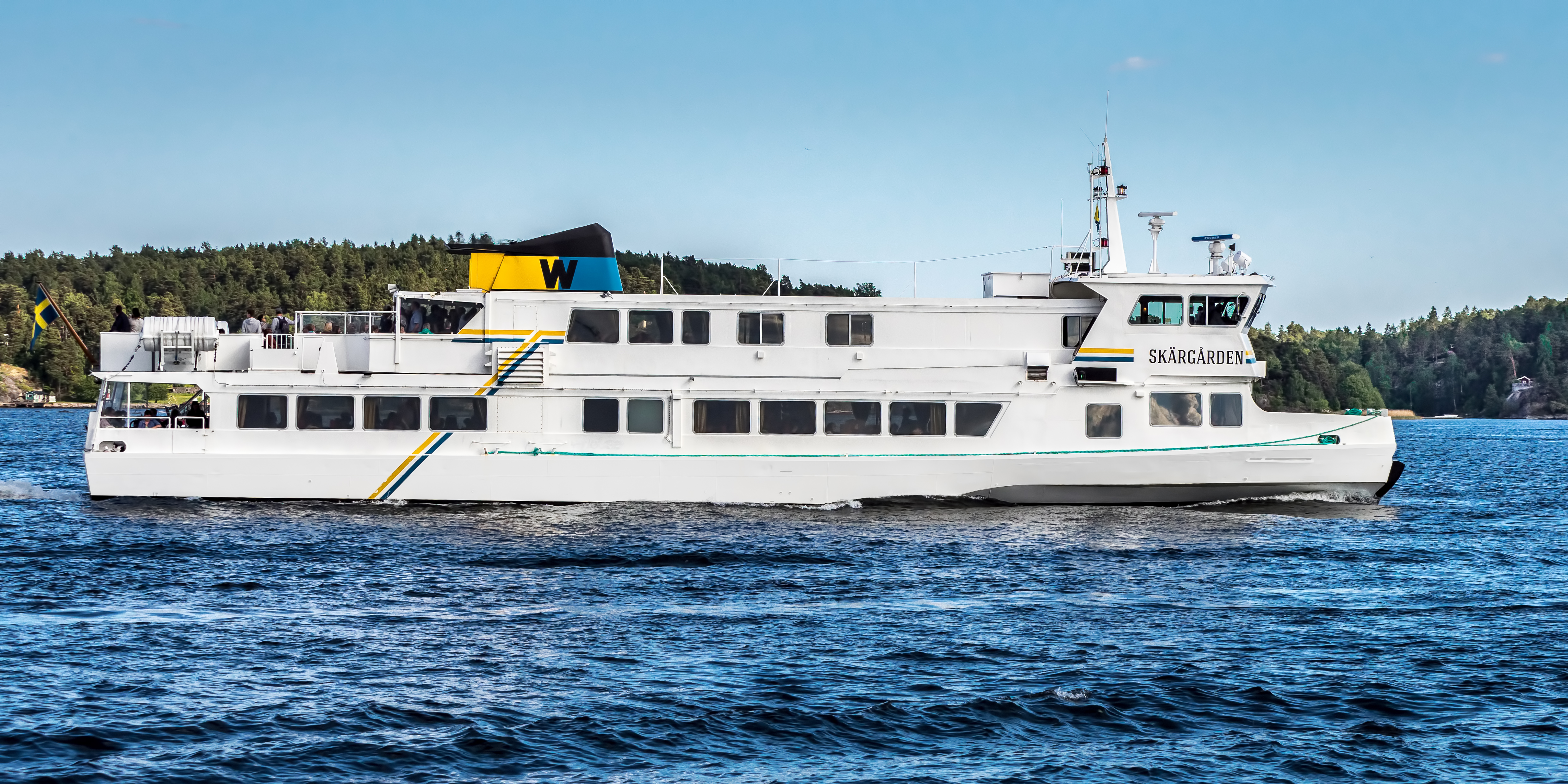
M/S Skärgården passerar Vaxholm 2017.
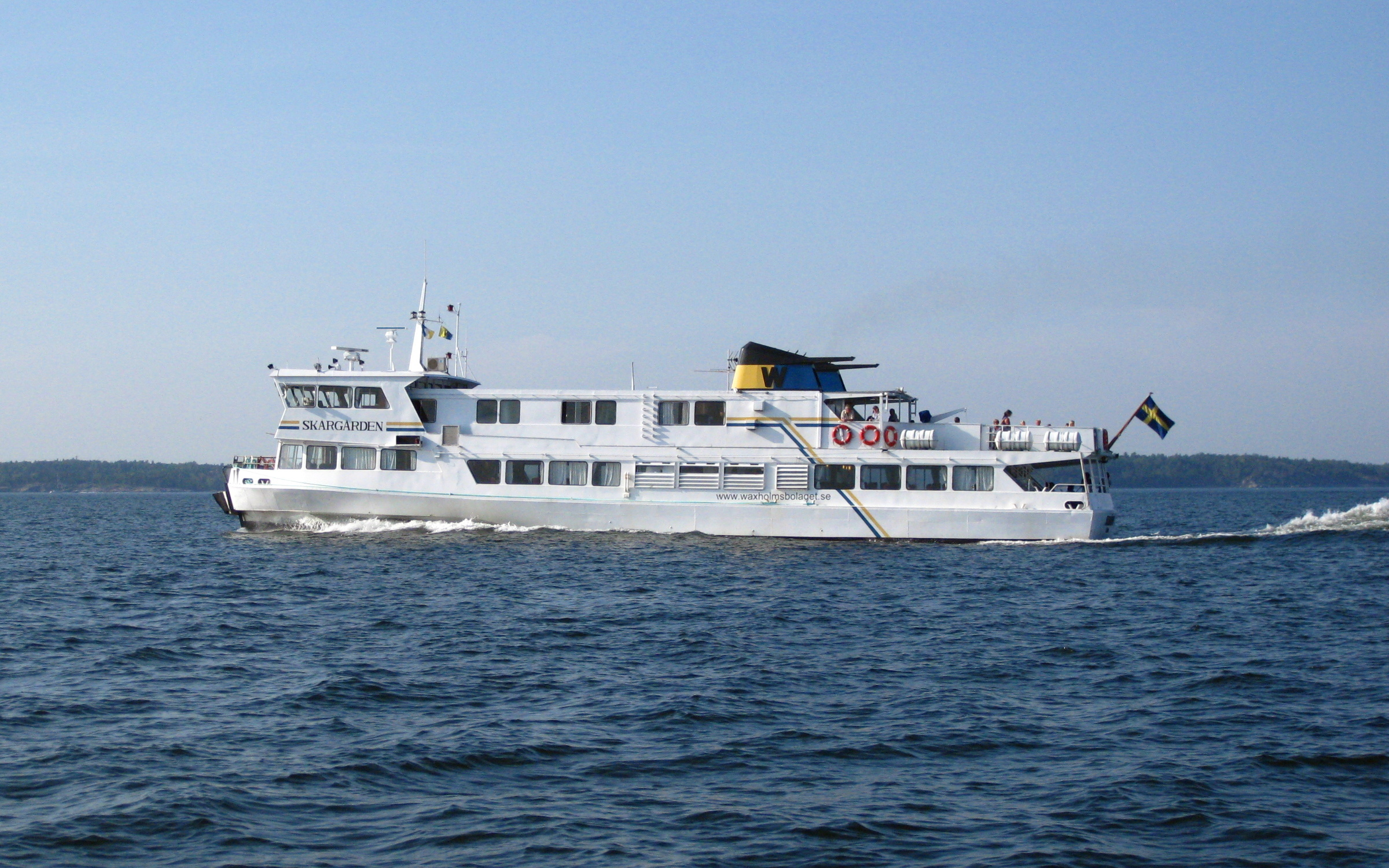
Skärgården på Jungfrufjärden.
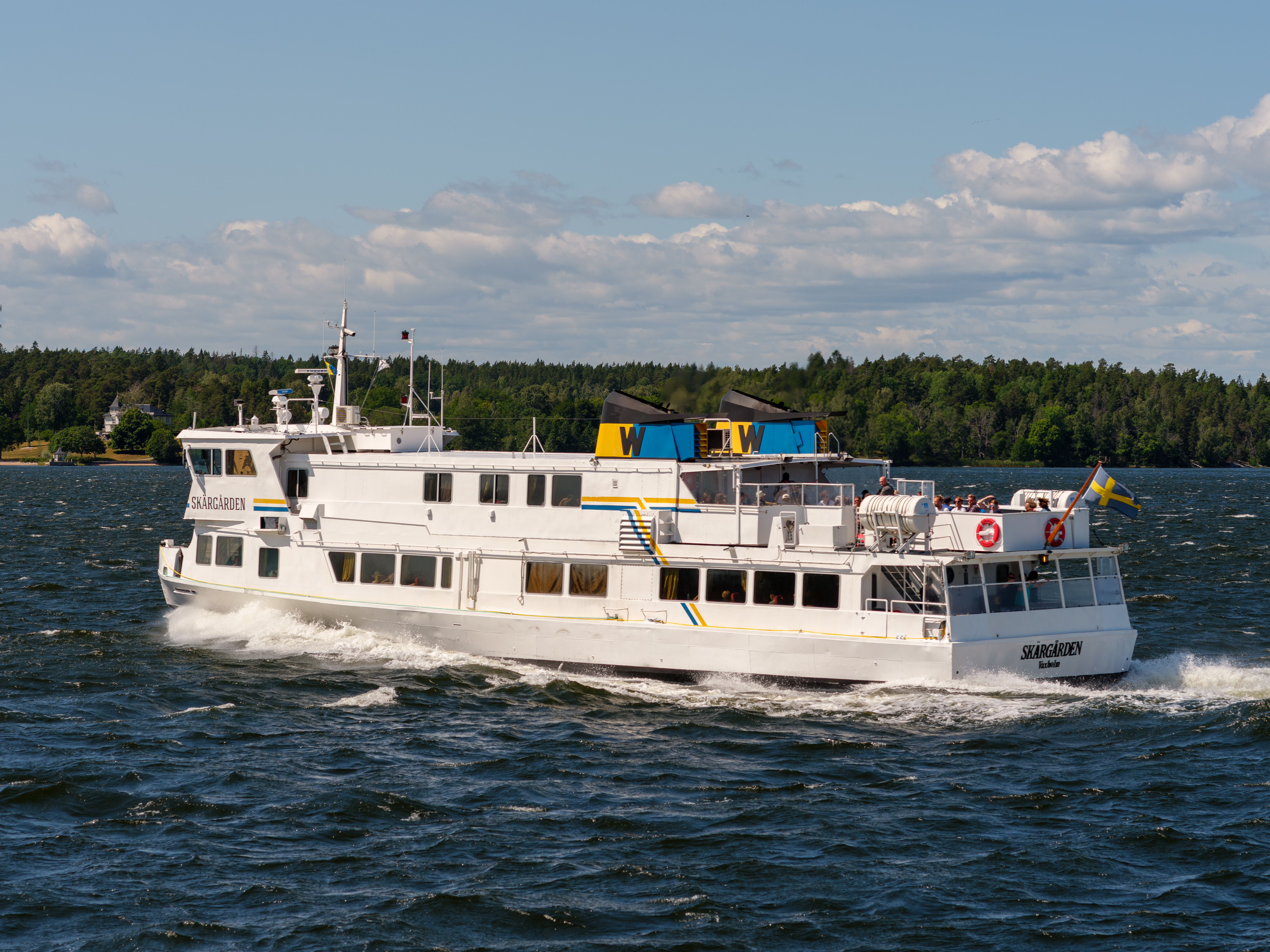
Fartyg sommaren 2025.